# Хойни (Куявсько-Поморське воєводство)
Хойни (пол. Chojny) — село в Польщі, у гміні Любень-Куявський Влоцлавського повіту Куявсько-Поморського воєводства.
Населення — 176 осіб (2011).
У 1975-1998 роках село належало до Влоцлавського воєводства.

## Демографія
Демографічна структура станом на 31 березня 2011 року:
|          | Загалом | Допрацездатний вік | Працездатний вік | Постпрацездатний вік |
| -------- | ------- | ------------------ | ---------------- | -------------------- |
| Чоловіки | 90      | 22                 | 57               | 11                   |
| Жінки    | 86      | 13                 | 52               | 21                   |
| Разом    | 176     | 35                 | 109              | 32                   |